# Receptor X de retinoides
Els receptors X de retinoides (RXR) són un grup de receptors nuclears activats per l'àcid 9-cis retinoic. Hi ha tres tipus de RXR: RXR-alfa, RXR-beta i RXR-gamma, codificats pels gens RXRA, RXRB i RXRG, respectivament.
Els RXR heterodimeritzen amb receptors nuclears de la subfamília 1, com ara PPAR.